# Ilyocypris biplicata
Ilyocypris biplicata är en kräftdjursart som först beskrevs av Koch 1838.  Ilyocypris biplicata ingår i släktet Ilyocypris och familjen Ilyocyprididae. Inga underarter finns listade i Catalogue of Life.